# Aulakogen
Als Aulakogen bezeichnet man in der Geologie einen kontinentalen Grabenbruch (Rift), der sich nicht zu einer ozeanischen Spreizungszone weiterentwickelt hat. Dieser Grabenbruch ist definitionsgemäß Teil bzw. Ausläufer eines Tripelpunkts (englisch rift-rift-rift junction).
Von einem solchen Tripelpunkt aus erstrecken sich drei kontinentale Gräben radial in etwa im Winkel von 120°, von denen sich zwei zu aktiven ozeanischen Spreizungszonen weiterentwickelt haben, während der dritte Ausläufer, das Aulakogen, nicht über die kontinentale Phase hinauskommt.
Ein Beispiel für ein mögliches Aulakogen ist die Afar-Senke in Äthiopien. Während das Rote Meer und der Golf von Aden sich zu schmalen Ozeanbecken entwickelt haben, steckt der dritte Ast, die Afar-Senke, noch in der kontinentalen Riftingphase. Wird die Afar-Senke in näherer geologischer Zukunft tektonisch inaktiv, dann gilt sie als Aulakogen.
Der Begriff Aulakogen ist von der griechischen Vokabel aulax (deutsch Pflug) abgeleitet und wurde im Jahr 1946 von dem sowjetischen Geologen Nikolai Sergejewitsch Schatski vorgeschlagen.